# Propagande communiste
 (mars 2015).
Si vous disposez d'ouvrages ou d'articles de référence ou si vous connaissez des sites web de qualité traitant du thème abordé ici, merci de compléter l'article en donnant les références utiles à sa vérifiabilité et en les liant à la section « Notes et références ».
 (mars 2015).
Le contenu est difficilement compréhensible vu les erreurs de traduction, qui sont peut-être dues à l'utilisation d'un logiciel de traduction automatique.

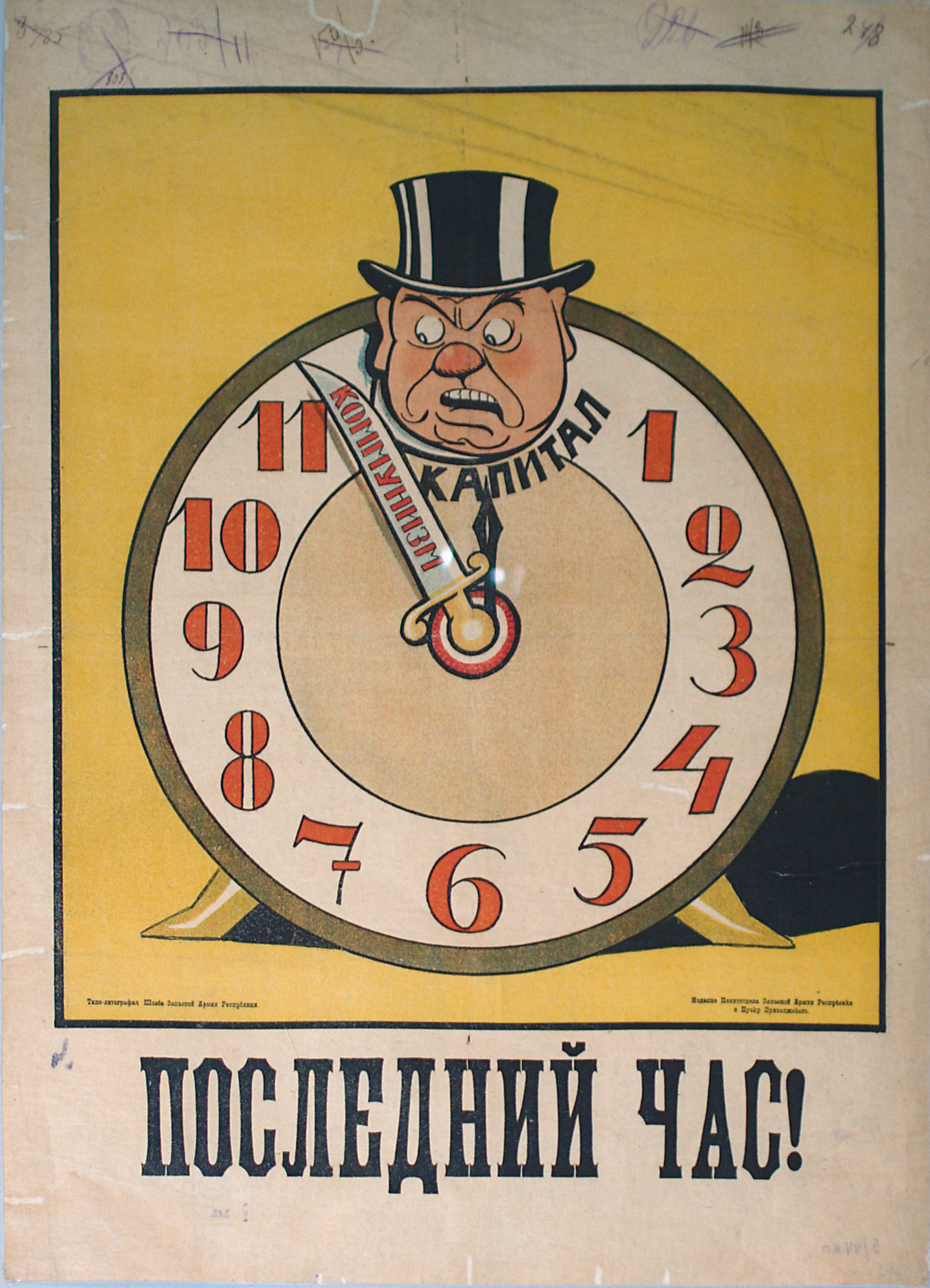
Affiche de propagande communiste, vers 1920. L'aiguille de l'horloge qui représente le communisme est sur le point de couper la tête de l’homme qui représente le capitalisme. La légende indique : « La dernière heure ».

La propagande communiste est l'ensemble des actions de communication menées par les individus et partis se réclamant du communisme pour influencer la population dans le but de promouvoir l'idéologie, la vision du monde ainsi que les intérêts du mouvement communiste. Conjointement à la censure, elle facilite la mise en application de la ligne politique décidée par les partis communistes. Si son importance a culminé à l'époque de Joseph Staline, de Mao Zedong et d'Enver Hoxha, elle existe encore dans la Chine actuelle (tout en ayant évolué dans sa forme) et dans les pays restés communistes après la guerre froide (Cuba, la Corée du Nord, le Viêt Nam et le Laos).
Le théoricien bolchevik Nikolaï Boukharine écrivait en 1919 dans son ABC du communisme : « La propagande de l’État communiste devient un moyen pour l'éradication des dernières traces de la propagande bourgeoise datant de l'ancien régime ; et c'est un instrument puissant pour la création d'une nouvelle idéologie, de nouveaux modes de pensée, d'un nouveau regard sur le monde. »

## Rôle de la propagande communiste
La Grande Encyclopédie soviétique définit la propagande communiste comme une opposition à ce que les bolcheviks appellent « la propagande bourgeoise », décrite comme la manipulation des masses pour l'intérêt de la classe dirigeante. Au contraire, la propagande communiste est définie comme un système de diffusion de l'idéologie communiste (marxiste-léniniste) dans le but d'éduquer, de former et d'organiser les masses scientifiquement fondées.
La Grande Encyclopédie soviétique identifie les fonctions suivantes de la propagande communiste :
- établir le lien entre le parti communiste avec la classe ouvrière et les autres travailleurs[3],
- incorporer le socialisme scientifique dans les classes populaires et les activistes révolutionnaires,
- unifier et organiser les divisions nationales des travailleurs, communistes et autres mouvements démocratiques,
- coordonner les activités des mouvements mentionnés ci-dessus, et d'échanger les informations et les expériences,
- exprimer l'opinion publique des travailleurs, leurs besoins et leurs intérêts,
- étendre l'opposition à la bourgeoisie et de la propagande révisionniste,
- diffuser la propagande à propos de la société socialiste (c'est-à-dire, celle de l'État communiste).

## Technique

### L'utilisation de l'idéologie marxiste
La création de l'Union soviétique a été présentée comme le tournant le plus important de l'histoire humaine, basée sur la théorie marxiste du matérialisme historique. Cette théorie a identifié les moyens de production comme un déterminant du processus historique. Elle a conduit à la création des classes sociales et de la lutte des classes comme un « moteur » de l'histoire. L'évolution évolution socio-culturelle des sociétés devait progresser inévitablement de l'esclavage, par le féodalisme et le capitalisme jusqu'au communisme. En outre, le Parti communiste de l'Union soviétique est devenu le protagoniste de l'histoire, comme un « avant-garde de la classe ouvrière », en fonction du développement de cette théorie par Lénine. C'est pourquoi les pouvoirs illimités des dirigeants du Parti communiste ont été réclamés pour être infaillible et inévitable que l'histoire elle-même. Il a également suivi qu'une victoire dans le monde des pays communistes est inévitable.
Le marxisme a été largement utilisé pour justifier les répressions politiques. Par exemple, la paysannerie a été présentée comme une incarnation du retard, un ennemi de classe qui doit être mis sous contrôle, par exemple en URSS, au Viêt Nam et en Tanzanie. Des millions de morts sont une conséquence de la dékoulakisation soviétique, qui inclut exécutions, emprisonnements et déportations en Sibérie de paysans appelés « koulaks ».

### Valeurs polarisées
Bien que quelque peu modifiée depuis les temps de la détente, la propagande communiste était centrée autour d'un certain nombre de dichotomies polarisées : vertus du monde communiste contre les vices du monde capitaliste, tels que :
- Les communistes sont pour la paix, l'Ouest est pour la guerre.
- Les communistes sont pour la coopération, l'Occident est basé sur l'exploitation.

Encore une autre polarisation a été axée sur l'essence réelle et présumée de divers termes, tels que « liberté » et « démocratie », souvent en contrepoint, par exemple, la « démocratie bourgeoise » contre la « vraie démocratie » ou « démocratie populaire ».

## Moyens
La propagande communiste a été diffusée via :
- l'imprimerie,
  - manuels,
  - journaux et magazines,
  - livres,
- la radio et la télévision,
- les congrès et conférences de diverses organisations internationales, tels que le Conseil mondial de la paix,
- le locaux des partis communistes,
- les compagnons de route, et autres idiots utiles,
- l'architecture,
- les arts : littérature, peinture, sculpture, cinéma, bijou...

### Manuels communistes
Pendant les années 1938-1953, The History of the CPSU(B). Short Course était un manuel d'apprentissage obligatoire de l'idéologie soviétique. Le livre a été traduit dans de nombreuses langues.

### Périodiques communistes
Un certain nombre de périodiques ont été imprimés par les États communistes, soit exclusivement pour la distribution à l'étranger, ou avec des versions adaptées à des auditoires étrangers. Alors que l'Union soviétique et de la Chine communiste ont été les principaux contributeurs, d'autres États communistes ont apporté leur part ainsi. Les listes ci-dessous sont pour le début des années 1960 compilées par J. Clews. La liste contient des titres principalement en anglais, mais beaucoup de ces revues ont été éditées dans de nombreuses langues.

#### Union soviétique
- Culture and Life
- International Affairs
- Moscow News
- The New Times
- Œuvres et opinions
- Soviet Film
- Soviet Literature
- Soviet Union
- Soviet Woman, en arabe, chinois, français, allemand, hongrois, japonais, coréen et espagnol
- Femmes de nos jours
- Sputnik - Interdit en RDA et à Cuba durant la glasnost.

#### République populaire de Chine
- China Pictorial
- La Chine en construction (en anglais, China reconstructs)
- Beijing Review
- People's China
- China's Sports
- Women in China
- Evergreen

### Radiodiffusion
En 1952, l'article « Communist broadcasts to Italy » rapporte qu'en juin 1952, la diffusion de la radio communiste totale en Italie a représenté 78 heures par semaine, comparativement à 23 heures pour Voice of America et la BBC, notant que l'Italie occupe une place centrale dans le conflit Est-Ouest de l'époque. Ces émissions proviennent non seulement de Moscou, mais aussi des pays du bloc de l'Est.

### Cinéma
Les dirigeants soviétiques considéraient les films comme un outil important de la propagande. On compte parmi les classiques du film de propagande soviétiques : Le Cuirassé Potemkine, Octobre et La Fin de Saint-Petersbourg.

## Culte de la personnalité
- Culte de la personnalité de Staline
- Culte de la personnalité de Mao Zedong et culte de la personnalité de Xi Jinping
- Culte de la personnalité de Kim Il-sung et culte de la personnalité en Corée du Nord
- Culte de la personnalité de Nicolae Ceaușescu